# نادژدوفکا
نادژدوفکا (انگلیسی: Nadezhdovka) یک شهرک در بخش آلکسیفسکی استان بلگورود کشور روسیه است.